# Deutsche Fußballmeisterschaft 1924/25
Die achtzehnte deutsche Fußballmeisterschaft sah zum ersten Mal eine Reform des Endrundenmodus seit der Saison 1905/06. Der Deutsche Fußball-Bund beschloss, dass jeder Regionalverband nunmehr zwei Teilnehmer zur Endrunde schicken durfte. Die mitgliederstärksten Verbände, der Süddeutsche Fußballverband und der Westdeutsche Spielverband, durften sogar drei Teilnehmer stellen.
Allerdings handelte es sich bei den zusätzlichen Teilnehmern nicht immer automatisch um den Vizemeister oder den Meisterschaftsdritten. Vielfach wurden in den kommenden Spielzeiten in den Regionen spezielle Qualifikationsrunden zur Ermittlung dieser Teilnehmer durchgeführt oder in einem Fall auch der regionale Pokalsieger zur Endrunde geschickt. Neu war auch, dass der Titelverteidiger nicht mehr automatisch qualifiziert war.
Der 1. FC Nürnberg gewann im Finale gegen den FSV Frankfurt seinen vierten Meistertitel und wurde damit alleiniger Rekordtitelträger.
Im Westdeutschen Spielverband befand sich der „neue Weg“ gerade in seiner zweiten Spielzeit. Dies bedeutete, dass es in diesem Jahr, wie schon vor zwei Jahren, keine westdeutsche Meisterschaft gab. Zur Ermittlung der Endrundenteilnehmer ließ der WSV wieder eine Qualifikationsrunde ausspielen, an der die aktuellen Tabellenführer der Bezirksligen teilnehmen durften. Sieger wurde der Duisburger SpV, der deshalb oft fälschlicherweise für dieses Jahr als westdeutscher Meister geführt wird.
Weitere deutsche Fußballmeister in diesem Jahr waren der Dresdner SV 1910, der seinen ATSB-Titel erfolgreich verteidigte, und der MTV Fürth, der die nach der reinlichen Scheidung zwischen Turnen und Sport erstmals ausgetragene deutsche Fußballmeisterschaft der Deutschen Turnerschaft gewann. Die Deutsche Jugendkraft spielte in diesem Jahr keinen Meister aus.

## Teilnehmer an der Endrunde
| Verein                     | Qualifiziert als                                              |
| VfB Königsberg             | Nordostdeutscher Meister                                      |
| FC Titania Stettin         | Nordostdeutscher Vizemeister                                  |
| FC Viktoria Forst          | Südostdeutscher Meister                                       |
| Breslauer SC 08            | Südostdeutscher Vizemeister                                   |
| Hertha BSC                 | Meister Berlin-Brandenburg                                    |
| Berliner TuFC Alemannia 90 | Vizemeister Berlin-Brandenburg                                |
| VfB Leipzig                | Mitteldeutscher Meister                                       |
| 1. SV Jena                 | Sieger der mitteldeutschen Qualifikation um den 2. Teilnehmer |
| Hamburger SV               | Norddeutscher Teilnehmer a                                    |
| Altonaer FC 93             | Norddeutscher Teilnehmer a                                    |
| Duisburger SpV             | Sieger der westdeutschen Qualifikation                        |
| Schwarz-Weiß Essen         | Zweiter der westdeutschen Qualifikation                       |
| TuRU Düsseldorf            | Sieger der westdeutschen Qualifikation um den 3. Teilnehmer   |
| VfR Mannheim               | Süddeutscher Meister                                          |
| 1. FC Nürnberg             | Süddeutscher Vizemeister                                      |
| FSV Frankfurt              | Dritter der süddeutschen Meisterschaft                        |

## Achtelfinale
| Datum       |                            | Ergebnis             | !Stadion                                               |
| ----------- | -------------------------- | -------------------- | ------------------------------------------------------ |
| 3. Mai 1925 | TuRU Düsseldorf            | 4:1 (3:0)            | VfR Mannheim \|Köln, Weidenpescher Park                |
| 3. Mai 1925 | FC Titania Stettin         | 2:4 (1:3)            | Altonaer FC 93 \|Stettin, Hans-Pelster-Kampfbahn       |
| 3. Mai 1925 | 1. FC Nürnberg             | 2:0 (2:0)            | 1. SV Jena \|Nürnberg, Zabo                            |
| 3. Mai 1925 | Berliner TuFC Alemannia 90 | 1:2 (1:1)            | Duisburger SpV \|Berlin, NNW-Platz am Gesundbrunnen    |
| 3. Mai 1925 | VfB Leipzig                | 1:2 (0:1)            | Breslauer SC 08 \|Dresden, Stadion am Ostragehege      |
| 3. Mai 1925 | FC Viktoria Forst          | 1:2 (1:1)            | Essener TB Schwarz-Weiß \|Forst, Stadion am Wasserturm |
| 3. Mai 1925 | VfB Königsberg             | 2:3 n. V. (2:2, 1:1) | Hertha BSC \|Königsberg, Sportplatz Steffeckstraße     |
| 3. Mai 1925 | Hamburger SV               | 1:2 n. V. (1:1, 0:1) | FSV Frankfurt \|Hannover, Radrennbahn am Pferdeturm    |

## Viertelfinale
| Datum        |                         | Ergebnis  | !Stadion                                                |
| ------------ | ----------------------- | --------- | ------------------------------------------------------- |
| 17. Mai 1925 | Altonaer FC 93          | 0:2 (0:1) | Duisburger SpV \|Hamburg, Sportplatz Hoheluft           |
| 17. Mai 1925 | Hertha BSC              | 4:1 (2:0) | TuRU Düsseldorf \|Berlin, Preussen-Stadion              |
| 17. Mai 1925 | Essener TB Schwarz-Weiß | 1:3 (1:2) | FSV Frankfurt \|Bochum, Stadion an der Castroper Straße |
| 17. Mai 1925 | Breslauer SC 08         | 1:4 (0:1) | 1. FC Nürnberg \|Breslau, Sportpark Grüneiche           |

## Halbfinale
| Datum        |                | Ergebnis  | !Stadion                                  |
| ------------ | -------------- | --------- | ----------------------------------------- |
| 24. Mai 1925 | Duisburger SpV | 0:3 (0:2) | 1. FC Nürnberg \|Duisburg, Wedaustadion   |
| 24. Mai 1925 | FSV Frankfurt  | 1:0 n. V. | Hertha BSC \|Fürth, Platz am Ronhofer Weg |

## Finale
| 1. FC Nürnberg                                           | 1. FC Nürnberg | FSV Frankfurt | FSV Frankfurt |
| -------------------------------------------------------- | --- | --- | ------------- |
| 1. FC Nürnberg                                           | \| Sonntag, 7. Juni 1925 in Frankfurt am Main (Waldstadion) \| \| Ergebnis: 1:0 n. V. \| \| Zuschauer: 40.000 \| \| Schiedsrichter: Willi Guyenz (Essen) \|             | \| Sonntag, 7. Juni 1925 in Frankfurt am Main (Waldstadion) \| \| Ergebnis: 1:0 n. V. \| \| Zuschauer: 40.000 \| \| Schiedsrichter: Willi Guyenz (Essen) \|             | FSV Frankfurt |
| 1. FC Nürnberg                                           | Heinrich Stuhlfauth – Luitpold Popp, Anton Kugler – Hans Schmidt, Hans Kalb, Carl Riegel – Wolfgang Strobel, Ludwig Wieder, Georg Hochgesang, Heinrich Träg, Hans Sutor | Jean Koch – Adolf Reitz, Bebe Heinig – August Henß, Robert Pache, Georg Völler – Reinhold Strehlke, Ludwig Gattermann, Johannes Klumpp, Arno Strehlke, Otto Waldschmidt | FSV Frankfurt |
| 1. FC Nürnberg                                           | 1:0 Wieder (108.) | | FSV Frankfurt |
| Sonntag, 7. Juni 1925 in Frankfurt am Main (Waldstadion) | | |               |
| Ergebnis: 1:0 n. V.                                      | | |               |
| Zuschauer: 40.000                                        | | |               |
| Schiedsrichter: Willi Guyenz (Essen)                     | | |               |

## Torschützenliste

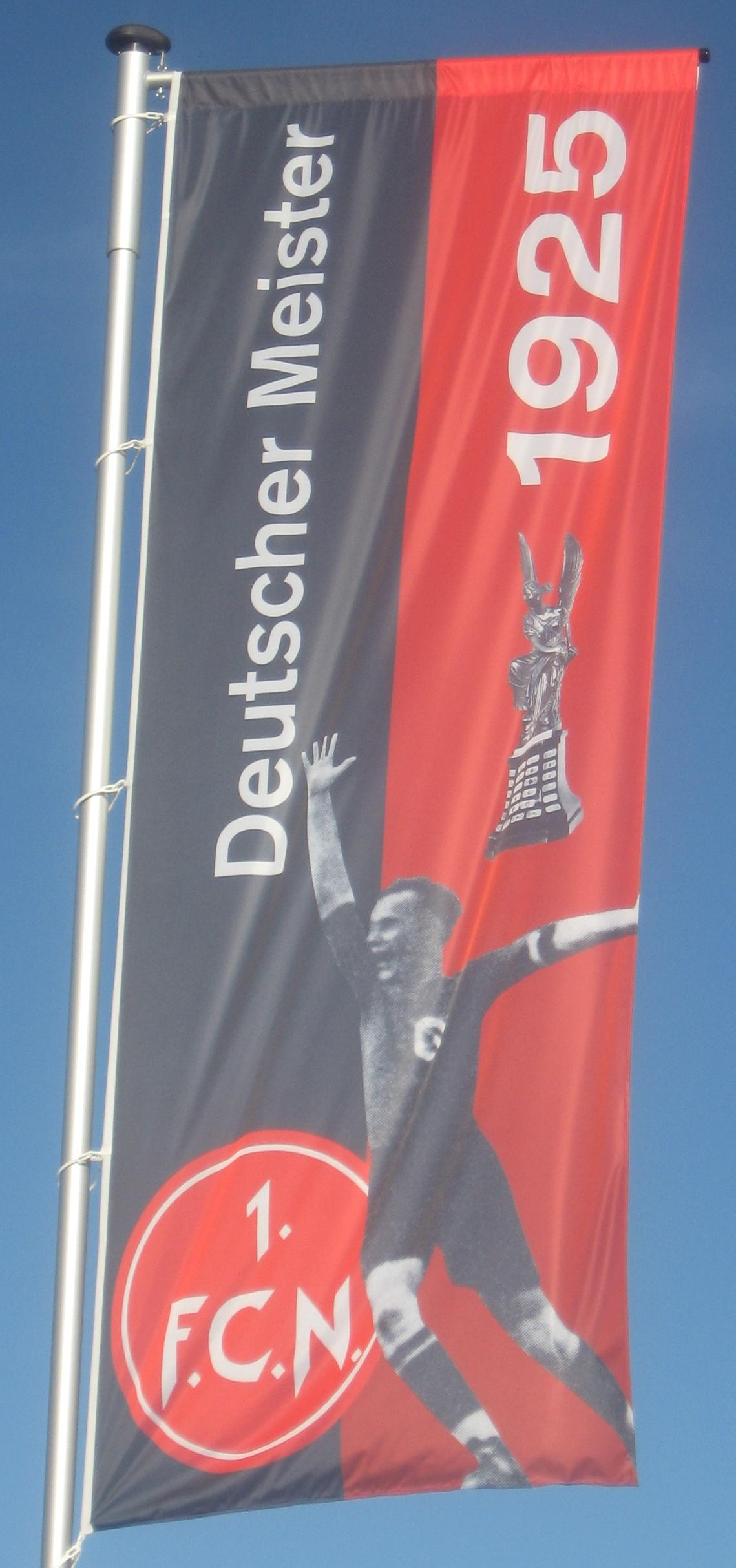
Fahne
zur Meisterschaft
am Frankenstadion

| Spieler | Spieler          | Verein          | Spiele | Tore |
| ------- | ---------------- | --------------- | ------ | ---- |
| 1.      | Josef Lüke       | TuRU Düsseldorf | 2      | 3    |
| 1.      | Arthur Warnecke  | Altonaer FC 93  | 2      | 3    |
| 3.      | Willi Kirsei     | Hertha BSC      | 3      | 3    |
| 4.      | Georg Hochgesang | 1. FC Nürnberg  | 4      | 3    |
| 4.      | Heinrich Träg    | 1. FC Nürnberg  | 4      | 3    |